# Fallah Bahh
Francis Flores (nacido el 12 de agosto de 1985) es un luchador profesional estadounidense bajo el nombre de Fallah Bahh.

## Carrera

### Circuito Independiente (2005-2017)
Flores comenzó su carrera de lucha libre en 2005, luchando bajo el nombre de Franciz para la Federación de lucha libre en Nueva Jersey. Mientras estaba en IWF, Flores se convertiría en un campeón de equipo de tres etiquetas de tiempo y una vez campeón de la IWF en América, derrotando a Kareem West por el título y dos veces campeón de peso pesado de IWF
En 2011, Flores comenzaría a luchar bajo los nombres de Fala / Fallah, antes de hacer la transición completa al uso de Fallah Bahh. En 2016, Bahh comenzaría a asociarse con Mario Bokara y Bobby Wayward bajo el nombre de equipo de etiqueta The Money and Miles para  Monster Factory Pro Wrestling de Nueva Jersey, ganando el Campeonato en Pajeras de MFPW con Bokara el 15 de octubre de 2016.

### Impact Wrestling (2017-2022)
En el Impact Wrestling el 24 de agosto, participó en  20 man Gauntlet Match para el vacante  Campeonato Mundial de GFW en el puesto 15, pero eliminado por  Lashley.
En el Impact Wrestling del 4 de enero de 2018, perdió contra Ethan Carter III en un  Tres Vías Mejor Combinación de Tres de Tres Caídas que también incluía Matt Sydal y no gana el Gran Campeonato de Impact. El 1 de febrero en Impact, perdió ante Matt Sydal y no ganó el Gran Campeonato de Impact. Cuando  WrestlePro Brace For IMPACT , pierde contra  Alberto El Patrón.
El episodio del 13 de septiembre de  Impact! , Austin Aries le otorgó a Bahh una lucha para el Campeonato Mundial de Impact. Bahh se enfrentó a Aries en el evento principal de ese episodio, pero no pudo ganar el título cuando perdió contra Aries. Bahh ahora es parte de un equipo de tag en Impact con KM. en el episodio del 11 de octubre de Impact, Bahh, Eddie Edwards y  Johnny Impact perdió ante Austin Aries, Moose y  Killer Kross. en el episodio del 1 de febrero de Impact, Bahh perdió ante Psycho Clown. en el episodio del 15 de febrero de Impact, Team IMPACT (Bahh, Eddie Edwards, Eli Drake y Sami Callihan) perdió ante el Equipo AAA (Psycho Clown, Vikingo, Aerostar y Puma King). En el episodio del 1 de marzo de Impact, Bahh y KM derrotaron a Reno Scum. 
En enero de 2022, su perfil fue eliminado del sitio web oficial de Impact, lo que marcó el final de su carrera en la empresa.

## Campeonatos y logros
- Chaotic Wrestling/CW
  - CW Tag Team Championship (2 veces) – con Kongo[13]

- Impact Wrestling/IMPACT!
  - Turkey Bowl (2017) – con Eddie Edwards, Allie, Richard Justice, y Garza Jr.
  - Turkey Bowl (2018) – con KM, Alisha Edwards, Kikutaro, Dezmond Xavier

- Independent Wrestling Federation/IWF
  - IWF Heavyweight Championship (2 veces)
  - IWF American Championship (1 vez)
  - IWF Tag Team Championship (3 veces) – con Travis Blake (1), Chris Steeler (1), y Dan McGuire (1)[13]

- Monster Factory Pro Wrestling/MFPW
  - MFPW Tag Team Championship (2 veces) – con Bobby Wayward (1) y Mario Bokara (1)

- NWA Liberty City/NWA On Fire
  - On Fire Tag Team Championship (2 veces) – con Makua

- Pro Wrestling Illustrated
  - Clasificado 370 de los 500 mejores luchadores de singles en el PWI 500 en 2009[14]

- Pro Wrestling Syndicate/PWS
  - PWS Heavyweight Championship (1 vez)
  - PWS Tag Team Championship (1 vez) – con DJ Phat Pat

- Reality of Wrestling/ROW
  - ROW Heavyweight Championship (1 vez)

- Warriors of Wrestling/WOW
  - WOW Tag Team Championship (1 vez) – con Harley

- WrestlePro
  - WrestlePro Tag Team Championship (1 vez) – con KM
  - WrestlePro Alaska Tag Team Championship (1 vez) – con KM
  - WrestlePro Silver Championship (1 vez)
  - WrestlePro Alaska Last Frontier Championship (1 vez)